# Табори (Орічівський район)
Та́бори (рос. Таборы) — присілок у складі Орічівського району Кіровської області, Росія. Входить до складу Бистрицького сільського поселення.
Населення становить 138 осіб (2010, 181 у 2002).
Національний склад станом на 2002 рік — росіяни 98 %.